# ЦАР на летних Олимпийских играх 2016
Центральноафриканская Республика на летних Олимпийских играх 2016 года была представлена шестью спортсменами в четырёх видах спорта. Знаменосцем сборной ЦАР, как на церемонии открытия Игр, так и на церемонии закрытия была участница чемпионата мира 2015 года пловчиха Хлоэ Совурель. На Играх в Рио-де-Жанейро Совурель не смогла преодолеть первый раунд на дистанции 50 метров вольным стилем, заняв итоговое 85-е место. По итогам соревнований сборная Центральноафриканской Республики, принимавшая участие в своих десятых летних Олимпийских играх, вновь осталась без медалей.

## Состав сборной
Бокс
1. Юдит Мбуньяде

 Плавание
1. Кристиан Нассиф
2. Хлоэ Совурель

 Лёгкая атлетика
1. Френки-Эдгар Мботто
2. Елизавета Мандаба

 Тхэквондо
1. Давид Буи

## Результаты соревнований

### Бокс
Квоты, завоёванные спортсменами являются именными. Если от одной страны путёвки на Игры завоюют два и более спортсмена, то право выбора боксёра предоставляется национальному Олимпийскому комитету. Соревнования по боксу проходят по системе плей-офф. Для победы в олимпийском турнире боксёру необходимо одержать либо четыре, либо пять побед в зависимости от жеребьёвки соревнований. Оба спортсмена, проигравшие в полуфинальных поединках, становятся обладателями бронзовых наград.
Единственную олимпийскую лицензию в боксе Центральноафриканская Республика получила по решению специальной трёхсторонней комиссии.
Женщины
| до 51 кг | Юдит Мбуньяде | И. Валенсиа (COL) П (TKO) | Завершила выступление | Завершила выступление | Завершила выступление | Завершила выступление | Завершила выступление | Завершила выступление |

### Водные виды спорта

#### Плавание
В следующий раунд на каждой дистанции проходят спортсмены, показавшие лучший результат, независимо от места, занятого в своём заплыве.
Мужчины
| Дистанция                | Спортсмены      | Предварительный раунд | Предварительный раунд | Предварительный раунд | Полуфинал            | Полуфинал            | Полуфинал            | Финал                | Финал                |
| Дистанция                | Спортсмены      | Заплыв                | Результат             | Место                 | Заплыв               | Результат            | Место                | Результат            | Место                |
| ------------------------ | --------------- | --------------------- | --------------------- | --------------------- | -------------------- | -------------------- | -------------------- | -------------------- | -------------------- |
| 50 метров вольным стилем | Кристиан Нассиф | 1                     | 30,00                 | 84                    | Завершил выступление | Завершил выступление | Завершил выступление | Завершил выступление | Завершил выступление |

Женщины
| Дистанция                | Спортсмены    | Предварительный раунд | Предварительный раунд | Предварительный раунд | Полуфинал             | Полуфинал             | Полуфинал             | Финал                 | Финал                 |
| Дистанция                | Спортсмены    | Заплыв                | Результат             | Место                 | Заплыв                | Результат             | Место                 | Результат             | Место                 |
| ------------------------ | ------------- | --------------------- | --------------------- | --------------------- | --------------------- | --------------------- | --------------------- | --------------------- | --------------------- |
| 50 метров вольным стилем | Хлоэ Совурель | 2                     | 37.15                 | 85                    | Завершила выступление | Завершила выступление | Завершила выступление | Завершила выступление | Завершила выступление |

### Лёгкая атлетика
Центральноафриканская Республика получила от ИААФ две квоты на участие в Олимпийских играх (по одной для мужчин и женщин).
Мужчины
Беговые дисциплины
| Дисциплина        | Спортсмен           | Предварительный раунд | Предварительный раунд | Предварительный раунд | Четвертьфиналы | Четвертьфиналы | Четвертьфиналы | Полуфиналы           | Полуфиналы           | Полуфиналы           | Финал                | Финал                |                      |
| Дисциплина        | Спортсмен           | Забег                 | Время                 | Место                 | Забег          | Время          | Место          | Забег                | Время                | Место                | Время                | Место                |                      |
| ----------------- | ------------------- | --------------------- | --------------------- | --------------------- | -------------- | -------------- | -------------- | -------------------- | -------------------- | -------------------- | -------------------- | -------------------- | -------------------- |
| бег на 800 метров | Френки-Эдгар Мботто | 7                     | 1:52.97               | 7                     | Не проводится  | Не проводится  | Не проводится  | Завершил выступление | Завершил выступление | Завершил выступление | Завершил выступление | Завершил выступление | Завершил выступление |

Женщины
Беговые дисциплины
| Дисциплина        | Спортсмен         | Предварительный раунд | Предварительный раунд | Предварительный раунд | Четвертьфиналы | Четвертьфиналы | Четвертьфиналы | Полуфиналы            | Полуфиналы            | Полуфиналы            | Финал                 | Финал                 |
| Дисциплина        | Спортсмен         | Забег                 | Время                 | Место                 | Забег          | Время          | Место          | Забег                 | Время                 | Место                 | Время                 | Место                 |
| ----------------- | ----------------- | --------------------- | --------------------- | --------------------- | -------------- | -------------- | -------------- | --------------------- | --------------------- | --------------------- | --------------------- | --------------------- |
| бег на 800 метров | Елизавета Мандаба | 8                     | 2:11.70 NR            | 8                     | Не проводится  | Не проводится  | Не проводится  | Завершила выступление | Завершила выступление | Завершила выступление | Завершила выступление | Завершила выступление |

### Тхэквондо
Соревнования по тхэквондо проходят по системе с выбыванием. Для победы в турнире спортсмену необходимо одержать 4 победы. Тхэквондисты, проигравшие по ходу соревнований будущим финалистам, принимают участие в утешительном турнире за две бронзовые медали.
Единственную олимпийскую лицензию в тхэквондо стране принёс Давид Буи, получивший wild card на участие в Играх в Рио-де-Жанейро.
Мужчины
| Категория | Спортсмены | Первый раунд             | Четвертьфинал        | Полуфинал            | Финал                | Место                |                      |
| Категория | Спортсмены | Соперник Результат       | Соперник Результат   | Соперник Результат   | Соперник Результат   | Место                |                      |
| --------- | ---------- | ------------------------ | -------------------- | -------------------- | -------------------- | -------------------- | -------------------- |
| до 68 кг  | Давид Буи  | Ли Дэ Хун (KOR) П 0:6 WD | Завершил выступление | Завершил выступление | Завершил выступление | Завершил выступление | Завершил выступление |